# Phytolacca americana
Phytolacca americana es una especie  de la familia Phytolaccaceae. Algunas partes de esta planta son altamente tóxicas para el ganado y los seres humanos, y se considera una plaga importante para los agricultores. Sin embargo, algunas partes pueden ser utilizadas como alimento, medicamento o veneno si se prepara correctamente.

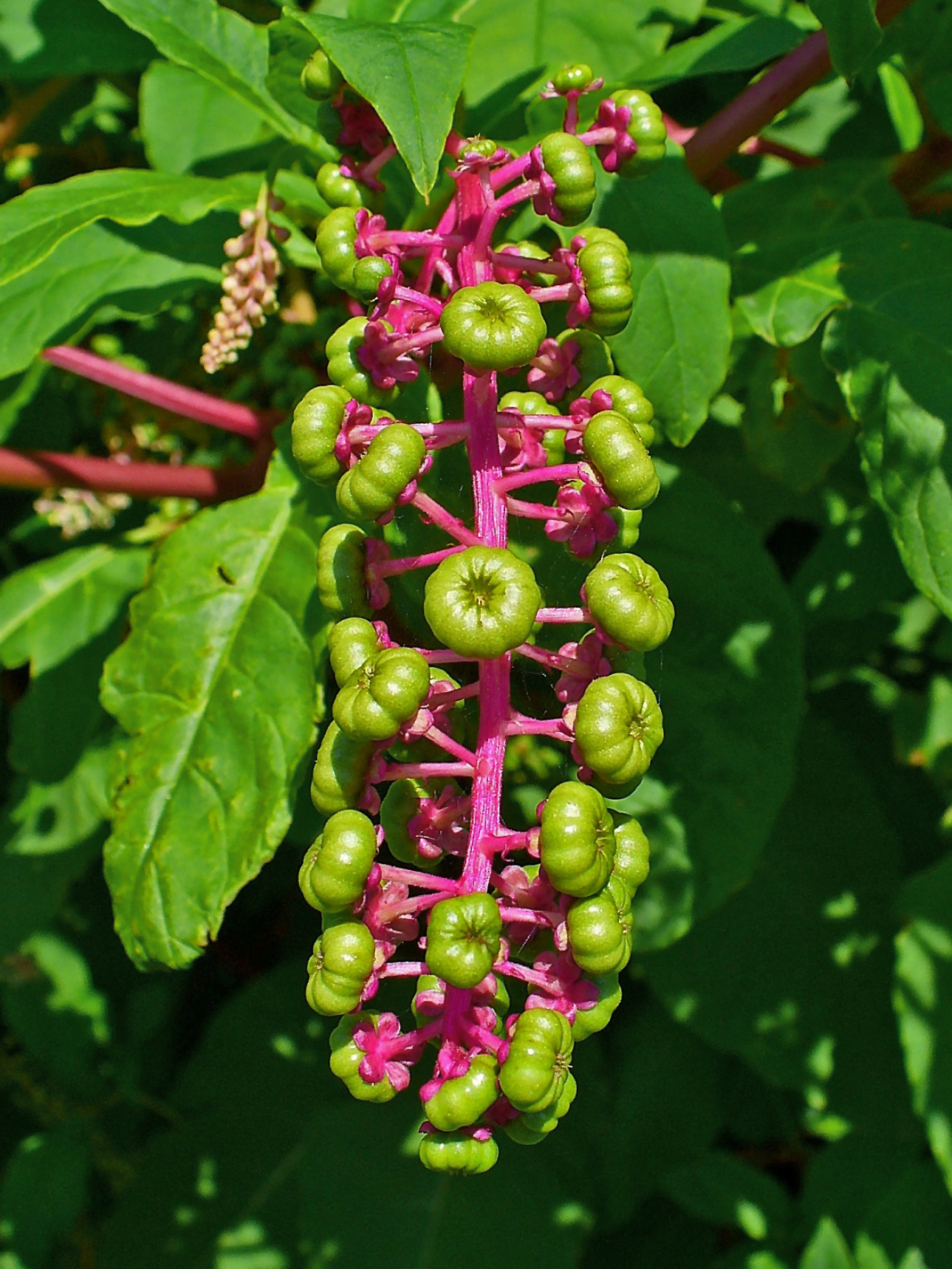
Inflorescencia

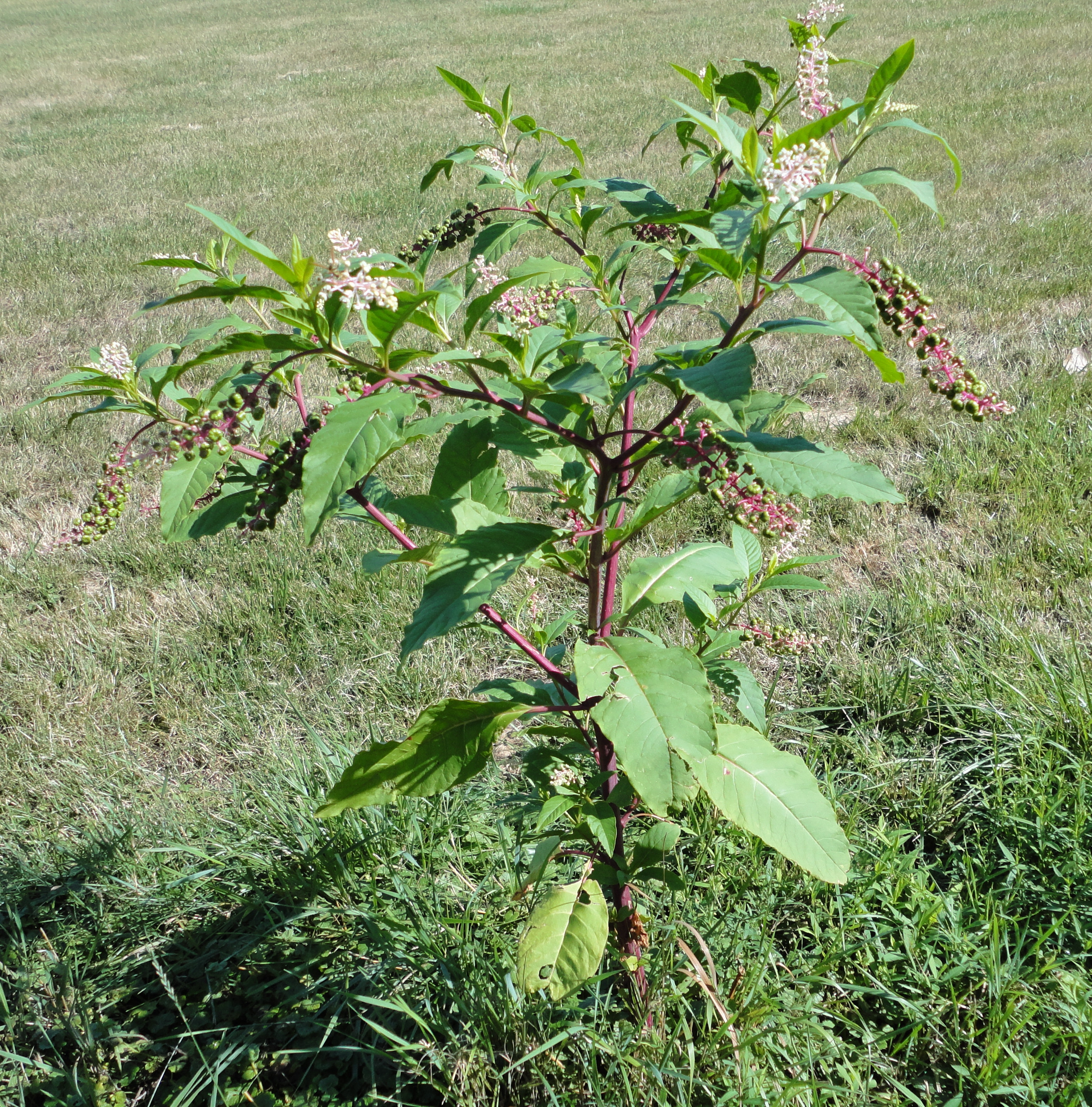
Vista de la planta

## Descripción
Este arbusto de madera blanda se trata muchas veces como una hierba vivaz. Sus veraniegas flores blancas van seguidas de bayas azul purpúreo en otoño. Todas las partes de la planta son venenosas.
Es nativa de América del Norte, pero está naturalizada en gran parte del mundo (Europa, Asia...), muchas veces como planta invasora. En España es frecuente verla en zonas costeras o de climas suaves.

## Propiedades
Diversas fuentes discuten los constituyentes químicos notables de la planta.
Contiene triterpenos saponinas : Fitolaccosida A, B, C, D, E, F, G (esculentosida E), fitolaccagenina, ácido jaligonico, ácido esculentico, 3-oxo-30-carbometoxi-23-norolean-12-en-28-oico , ácido fitolaccagenico, ácido oleanólico.
Alcoholes triterpénicos: α-espinasterol , α-spinasterol-β- D glucósido, 6-palmitílico-Δ7-estigmasterol-Δ- D glucósido, 6-palmytityl-α-spinasteryl-6- D glucósido.
Otros: fitolaccatoxina, canthomicrol, astragalina, proteína PAP-R, Pokeweed mitógenos, (PMW, una serie de glicoproteínas), cariofileno, lectinas, tanino, almidón.
Usos medicinales
Históricamente Phytolacca americana se ha utilizado como un remedio popular por los nativos americanos y en la medicina tradicional china como purgante, emético, un estimulante del corazón y para tratar el cáncer, la picazón y la sífilis. También fue utilizado por sus propiedades anti-reumáticas y en 1820 en la farmacopea de los EE. UU.  aparece esta planta como un analgésico y antiinflamatorio. Estudios preliminares in vitro sobre una proteína aislada de Phytolacca americana indican actividad contra el VIH y algunos tipos de células cancerosas, pero su eficacia en la salud humana aún no ha sido examinada.
Otros usos
Una patente se ha presentado para utilizar sus toxinas para controlar el mejillón cebra.
Algunos Phytolacca también se cultivan como plantas ornamentales, principalmente por sus bayas atractivas; una serie de cultivares han sido seleccionados con grandes panículas frutales.
Las Phytolacca son utilizadas como plantas de alimentación para las larvas de algunas especies de lepidópteros incluyendo la polilla leopardo gigante.
Las bayas de Phytolacca pueden ser procesadas para producir un tinte o colorante de color rojo.

## Taxonomía
Phytolacca americana fue descrita por Carlos Linneo y publicado en Species Plantarum 1: 441. 1753.
Etimología
Phytolacca: nombre genérico que deriva de las palabras griegas: φυτόν (phyton), que significa "planta", y la palabra latína lacca = "un rojo tinte".
americana: epíteto geográfico que alude a su localización en América.
Variedad aceptada
- Phytolacca americana var. rigida (Small) Caulkins & R.E. Wyatt

Sinonimia
- Phytolacca americana var. americana
- Phytolacca decandra L.[11]

## Nombres comunes
Bledo carbonero de Cuba, carminero de Canarias, hierba carmín, hierba de la oblea, uvas de América.